# Clasificación de Concacaf para la Copa Mundial de Fútbol
La Clasificación de Concacaf para la Copa Mundial de Fútbol es un torneo internacional de selecciones masculinas nacionales de fútbol, organizado por la Concacaf. Es la fase clasificatoria de la Copa Mundial de Fútbol celebrada en América del Norte, América Central, el Caribe y los países de Guyana y Surinam, por lo que también se considera como parte de la Copa Mundial.
Desde 1934, veintisiete años antes de fundarse el organismo, se comenzaron a disputar duelos clasificatorios a la Copa Mundial de Fútbol en diferentes formas, dentro de la denominada área de Norte, Centroamérica y el Caribe. También la FIFA ha variado el número de plazas para la zona desde una plaza directa y única para el campeón de la zona, pasando por medio cupo donde tenía que competir el campeón en una repesca internacional (para Chile 1962). Desde 1998 tres equipos de Concacaf tienen garantizadas sus plazas en el campo de treinta y dos naciones de la Copa Mundial de Fútbol y para obtenerlas pasan a través de un proceso clasificatorio de 18 meses que califica a las selecciones nacionales elegibles entre los 35 países de la región. A partir de 2006 y hasta la actualidad cuenta con tres cupos y medio (tres directos y uno con repesca internacional).
Las selecciones que más ocasiones se han clasificado a la fase final de la Copa Mundial de Fútbol son: México con 17 participaciones, le sigue Estados Unidos con 11 ediciones y Costa Rica con 6.

## Sistema
El proceso comienza tres años antes del comienzo de la Copa Mundial de Fútbol, en el siguiente orden:
De las 41 asociaciones de fútbol afiliadas a la Concacaf, 35 participaron en el proceso clasificatorio. Para determinar la ronda en que iniciaron su participación fueron clasificadas según el Ranking FIFA.
- Las 14 selecciones con el ranking más bajo, clasificadas del puesto 22 al 35, inician en la primera ronda.
- Las 13 selecciones ubicadas en las posiciones 9 al 21 ingresan en la segunda ronda.
- Las selecciones ubicadas en los puestos 7 y 8 se integran al torneo en la tercera ronda.
- Para la cuarta ronda participan las 6 mejores selecciones del ranking y los dos clasificados de la tercera ronda. Los dos primeros lugares de cada grupo avanzarán al hexagonal final.
- En el hexagonal final participan los 6 clasificados de la cuarta ronda. Los tres primeros puestos clasifican directamente al Mundial y el cuarto disputará una repesca intercontinental.

## Historia
La I Copa Mundial de Fútbol ha sido la única realizada sin un proceso de clasificación previo. Todo equipo afiliado a la FIFA fue invitado a competir en el torneo, pensado inicialmente para albergar a dieciséis participantes. Finalmente, el torneo comenzó el 13 de julio de 1930 con solo trece participantes. Estados Unidos y México fueron invitadas por la FIFA para su primera edición.

### Inicios (1934-1970)
En la Copa Mundial de Fútbol de 1934 de Italia, la FIFA organizó por primera vez una fase de clasificación para la Copa del Mundo, distribuyéndola por grupos de todo el mundo. En el área Norte, Centroamericana y del Caribe (Concacaf aún no existía) únicamente se inscribieron Haití, Cuba y México para disputar un solo boleto. Las dos primeras selecciones disputan una serie de tres partidos, la ganadora de la misma, que fue Cuba,  se enfrentaría por el pase al mundial con México. La selección mexicana vence con holgura al cuadro cubano en otra serie de tres partidos, y obtiene el boleto al certamen mundialista. 
Sin embargo un federativo estadounidense, de apellido Campbell y que residía en La Habana, logró convencer al máximo organismo rector que se aceptara la inscripción tardía de la selección estadounidense al proceso eliminatorio, bajo el pretexto de que aún no se desarrollaba la fase preliminar en el área de Norteamérica (Canadá no se había inscrito) y los tres países participantes eran centroamericanos y caribeños, es decir se convenció a la FIFA de que México no pertenecía a Norteamérica y para conservar la representatividad regional, Estados Unidos debía participar en la eliminatoria. El Grupo 11 se desarrolló en tres etapas. En la primera ronda, Haití y Cuba se enfrentarían en tres partidos, donde el ganador global se enfrentaría a México en tres partidos. El equipo mexicano, tenía contemplado clasificarse sin problemas tras vencer de forma contundente en tres duelos a su homónima cubana (partidos finalizados por 3-2, 5-0 y 4-1); pero inesperadamente, el comité organizador exigió que México se enfrentase a la selección estadounidense.
Los federativos mexicanos no reaccionaron ante la polémica y dejaron la decisión en manos de la FIFA, que a través del propio presidente del organismo Jules Rimet, decidió que se jugara un partido extra de eliminación y como ronda preliminar de la fase final en la ciudad de Roma entre México y los Estados Unidos. Sin otra alternativa, México se enfrentó al combinado estadounidense en Roma el 24 de mayo; Estados Unidos venció 4:2 a México con póker del ítalo-estadounidense, Aldo Donelli y se clasificó.
Para la Copa Mundial de Fútbol de 1938 de Francia, todas las selecciones americanas se negaron a participar como protesta hacia la FIFA, debido a que el Mundial nuevamente se organizaría en Europa, cuando la idea en un principio era alternar las sedes entre América y Europa, aquel mundial era el turno de un país americano. Por su parte Cuba, fue la única selección que aceptó participar en la eliminatoria, y sin equipos con quien competir, la FIFA la clasificó directamente al mundial. Fue también junto con Brasil las únicas selecciones del continente americano participantes.
Después de que la Segunda Guerra Mundial culminó, la FIFA nuevamente reanudó la Copa Mundial en la edición de Brasil 1950.  Con dos plazas disponibles, México y los Estados Unidos clasificaron, el primero como ganador de la Copa NAFC en 1949 y el segundo como subcampeón. 
Para la Copa Mundial de Fútbol de 1954 de Suiza, México selló su cupo imponiéndose a Estados Unidos y Haití en una triangular final.
Para la Copa Mundial de Fútbol de 1958 de Suecia, México venció en una liguilla a Costa Rica por 3:1 (2:0, 1:1) y obtuvo su clasificación al mundial europeo.
Para la Copa Mundial de Fútbol de 1962 de Chile, el grupo de Norteamérica solo dispuso de medio cupo. México como vencedor de la zona venció a Paraguay 1:0 (1:0 y 0:0) en una repesca para participar del certamen.
Para la Copa Mundial de Fútbol de 1966 de Inglaterra, la recién fundada Concacaf recibió un cupo para el certamen final. En un triangular final donde participaron México, Costa Rica y Jamaica, los mexicanos lograron imponerse campeones de grupo y ganaron el derecho a disputar su quinta Copa Mundial consecutiva.
Para la Copa Mundial de Fútbol de 1970, el anfitrión sería México, lo cual abrió el panorama para otras selecciones de participar en la fase final. Fue una eliminatoria muy competida, en la que El Salvador consiguió calificar por primera vez en su historia, luego de vencer a Honduras en un partido de desempate en la denominada «Guerra del Fútbol» y enseguida vencer a Haití en un tercer partido en tiempo extra.

### Campeonato de Naciones de la Concacaf (1974-1990)
A partir de 1973 el torneo de Copa de Naciones de la Concacaf sirvió como clasificatorio a la Copa Mundial de la FIFA: el anfitrión de ese año, Haití, accedió por primera y única vez a un mundial, el de Alemania Federal 1974, al ganar el torneo. Por su parte, México cortó su racha de seis participaciones en mundiales consecutivas.
México logró la clasificación a la Copa Mundial de Fútbol de 1978 de Argentina siendo local en 1977.
El campeón de 1981 fue el anfitrión Honduras, junto con El Salvador ganaron el derecho de asistir a la Copa Mundial de Fútbol de 1982 de España por primera vez en su historia.
Por motivo de que los torneos eran dominados por los anfitriones, en 1985 no hubo una sede fija y el ganador del torneo eliminatorio para la Copa Mundial de Fútbol fue coronado como «Campeón de la Concacaf». México se clasificó automáticamente como anfitrión de la Copa Mundial de Fútbol de 1986. Canadá fue quien logró el título de 1985.
Para la Copa Mundial de Fútbol de 1990, La selección de México fue descalificada por la FIFA por el «escándalo de alineación indebida de futbolistas» en la Copa Mundial de Fútbol Juvenil de 1989 y por lo tanto fue suspendida para participar en el proceso clasificatorio rumbo a la Copa Mundial de Fútbol de 1990 de Italia. El Campeonato de Concacaf de 1989 nuevamente no contó con una sede fija y se disputó un pentagonal por sistema de liga entre Costa Rica, Guatemala, El Salvador, Estados Unidos y  Trinidad y Tobago, en la cual clasificaron Costa Rica (por primera vez en su historia) y Estados Unidos, lo cual significó su regreso a los mundiales cuarenta años después, pues su última participación había sido en Brasil 1950.

### Cuadrangular (1994)
Para la Copa Mundial de Fútbol de 1994, se disputaba un único boleto, debido a que Estados Unidos organizaría el evento. Canadá, El Salvador, Honduras y México disputaron el único cupo en una cuadrangular final, México clasificó tras finalizar como primer lugar, Canadá disputó un cuarto de boleto para enfrentar a Argentina jugando la repesca ante Australia, la cual perdió en penales tras empatar 3-3.

### Sistema de competición de hexagonal (1998-2018)
Para la Copa Mundial de Fútbol de 1998, la FIFA le otorgó tres plazas directas a Concacaf, por lo que la confederación realizó un cambió el sistema de clasificación, en la penúltima fase conocida como «cuadrangular» se forman tres grupos de cuatro selecciones, los dos primeros puestos clasifican (en total seis equipos) a la fase final llamada «hexagonal». La hexagonal consiste en una ronda de diez partidos a ida y vuelta por sistema de liga; los primeros tres países clasifican directamente a la Copa Mundial de Fútbol.
En la cuadrangular, la confederación contó con doce equipos, en el grupo A clasificaron Estados Unidos y Costa Rica. En el grupo B clasificaron Canadá y El Salvador. Por último Jamaica y México completaron la lista del grupo C y los clasificados a la fase final. Clasificaron al Mundial de Francia México, finalizando la fase de forma invicta, como primero de la clasificación e imponiendo récord de 23 goles; después Estados Unidos y Jamaica, esta última logró su primera clasificación a una Copa del Mundo.
Para la Copa Mundial de Fútbol de 2002 Costa Rica, Estados Unidos, Honduras, Jamaica, México y Trinidad y Tobago fueran las seis clasificadas. En una de las más disputadas y equilibradas eliminatorias, se presentaron sorpresivos resultados como la anticipada clasificación de Costa Rica como primer puesto de la clasificación imponiendo récord de 23 puntos; la primera derrota por eliminatorias de México en el Estadio Azteca ante Costa Rica por 2-1, la victoria de Honduras por 3-2 ante Estados Unidos en el Estadio Robert F. Kennedy, y la derrota de Honduras en San Pedro Sula ante Trinidad y Tobago. Finalmente Costa Rica, México y Estados Unidos clasificaron en ese orden respectivamente.
Para la Copa Mundial de Fútbol de 2006, a Concacaf se le otorgaron tres cupos directos y el derecho de medio cupo para disputar una repesca contra un rival de otra confederación para disputar por un cuarto boleto a la fase final de la Copa Mundial de Fútbol. Participaron Costa Rica, Estados Unidos, Guatemala, México, Panamá y Trinidad y Tobago. Estados Unidos, México y Costa Rica clasificaron directamente al mundial, por su parte Trinidad y Tobago se clasificó como cuarta a la repesca, venció a su rival Baréin 2-1 (1-1 y 1-0) y se calificó por primera vez en su historia a la Copa Mundial.
Para la Copa Mundial de Fútbol de 2010 participaron Costa Rica, El Salvador, Estados Unidos, Honduras, México y Trinidad y Tobago. Estados Unidos, México y Honduras clasificaron directamente al mundial sudafricano, por su parte Costa Rica como cuarto lugar clasificó al repechaje empatado en puntos a Honduras, pero con menor diferencia de goles. En la repesca, Costa Rica enfrentó a Uruguay, quien se impuso por 2-1 (1-0 y 1-1).
Para la Copa Mundial de Fútbol de 2014 Costa Rica, Estados Unidos, Honduras, Jamaica, México y Panamá fueron las selecciones participantes. Durante la eliminatoria nuevamente hubo resultados inesperados como la clasificación de México por vía repechaje, la segunda derrota de México en el Estadio Azteca ante Honduras; y la remontada de 3-2 en la última fecha y en últimos minutos de Estados Unidos sobre Panamá, que se mantuvo a dos minutos de clasificar a la repesca para el Mundial. Clasificaron directamente Estados Unidos, Costa Rica y Honduras. Por último, como cuarto puesto general, México clasificó venciendo a Nueva Zelanda 9-3 (5-1 y 4-2) en el repechaje.
Para la Copa Mundial de Fútbol de 2018, los participantes fueron Costa Rica, Estados Unidos, Honduras, México, Panamá y Trinidad y Tobago.
En la clasificación, México (por 2-1), y Costa Rica (por 2-0) derrotaron por primera ocasión a Estados Unidos en territorio estadounidense en fases de hexagonal final.
México, Costa Rica y Panamá (por primera vez su historia) clasificaron directo a Rusia 2018.
Honduras como cuarta accedió y perdió la repesca con marcador global de 1-3 (0-0 y 1-3) ante Australia y cortó su racha de dos copas mundiales asistiendo. En cambio, Estados Unidos quedó fuera del Mundial por primera vez desde Italia 1990, después de ser vencidos 1-2 por los trinitarios.

## Historial
Esta tabla muestra los principales resultados de todas las ediciones de la Clasificación de Concacaf para la Copa Mundial.
| Proceso                                                      | Equipo (s)                                         | Clasificado                                                                                           |
| ------------------------------------------------------------ | -------------------------------------------------- | --- |
| Uruguay 1930 2 Clasificados                                  | México Estados Unidos                              | Invitado                                                                                              |
| Italia 1934 1 Clasificado Detalles                           | Estados Unidos                                     | Ganador de la Clasificación                                                                           |
| Francia 1938 1 clasificado Detalles                          | Cuba                                               | Clasificado automáticamente                                                                           |
| Brasil 1950 2 Clasificados Detalles                          | México Estados Unidos                              | Ganador de la Clasificación Segundo de la Clasificación                                               |
| Suiza 1954 1 clasificado Detalles                            | México                                             | Ganador de la Clasificación                                                                           |
| Suecia 1958 1 Clasificado Detalles                           | México                                             | Ganador de la Clasificación                                                                           |
| Chile 1962 1 Clasificado Detalles                            | México                                             | Ganador de la Repesca contra la Conmebol                                                              |
| Inglaterra 1966 1 clasificado Detalles                       | México                                             | Ganador de la Clasificación                                                                           |
| México 1970 2 clasificados Detalles                          | México El Salvador                                 | Organizador de la Copa Mundial Ganador de la Clasificación                                            |
| Alemania Federal 1974 1 clasificado Detalles                 | Haití                                              | Ganador de la Clasificación                                                                           |
| Argentina 1978 1 clasificado Detalles                        | México                                             | Ganador de la Clasificación                                                                           |
| España 1982 2 clasificado Detalles                           | Honduras El Salvador                               | Ganador de la Clasificación Segundo de la Clasificación                                               |
| México 1986 2 clasificados Detalles                          | México Canadá                                      | Organizador de la Copa Mundial Ganador de la Clasificación                                            |
| Italia 1990 2 clasificados Detalles                          | Costa Rica Estados Unidos                          | Ganador de la Clasificación Segundo de la Clasificación                                               |
| Estados Unidos 1994 2 clasificados Detalles                  | Estados Unidos México                              | Organizador de la Copa Mundial Ganador de la Clasificación                                            |
| Francia 1998 3 clasificados Detalles                         | México Estados Unidos Jamaica                      | Ganador del Hexagonal Segundo del Hexagonal Tercero del Hexagonal                                     |
| Corea del Sur y Japón 2002 3 clasificados Detalles           | Costa Rica México Estados Unidos                   | Ganador del Hexagonal Segundo del Hexagonal Tercero del Hexagonal                                     |
| Alemania 2006 4 clasificados Detalles                        | Estados Unidos México Costa Rica Trinidad y Tobago | Ganador del Hexagonal Segundo del Hexagonal Tercero del Hexagonal Ganador de la Repesca contra la AFC |
| Sudáfrica 2010 3 clasificados Detalles                       | Estados Unidos México Honduras                     | Ganador del Hexagonal Segundo del Hexagonal Tercero del Hexagonal                                     |
| Brasil 2014 4 clasificados Detalles                          | Estados Unidos Costa Rica Honduras México          | Ganador del Hexagonal Segundo del Hexagonal Tercero del Hexagonal Ganador de la Repesca contra la OFC |
| Rusia 2018 3 clasificados Detalles                           | México Costa Rica Panamá                           | Ganador del Hexagonal Segundo del Hexagonal Tercero del Hexagonal                                     |
| Catar 2022 4 clasificados Detalles                           | Canadá México Estados Unidos Costa Rica            | Ganador del Octagonal Segundo del Octagonal Tercero del Octagonal Ganador de la Repesca contra la OFC |
| Canadá, Estados Unidos y México 2026 6 clasificados Detalles | Canadá México Estados Unidos                       | Co-organizador Copa del Mundo Co-organizador Copa del Mundo Co-organizador Copa del Mundo             |

### Equipos clasificados
En cursiva se encuentran las ediciones donde el país fue sede.
| País              | Part. | Mundiales                                                                                                  |
| ----------------- | ----- | --- |
| México            | 18    | 1930, 1950, 1954, 1958, 1962, 1966, 1970, 1978, 1986, 1994, 1998, 2002, 2006, 2010, 2014, 2018, 2022, 2026 |
| Estados Unidos    | 12    | 1930, 1934, 1950, 1990, 1994, 1998, 2002, 2006, 2010, 2014, 2022, 2026                                     |
| Costa Rica        | 6     | 1990, 2002, 2006, 2014, 2018, 2022                                                                         |
| Canadá            | 3     | 1986, 2022, 2026                                                                                           |
| Honduras          | 3     | 1982, 2010, 2014                                                                                           |
| El Salvador       | 2     | 1970, 1982                                                                                                 |
| Cuba              | 1     | 1938 |
| Haití             | 1     | 1974 |
| Jamaica           | 1     | 1998 |
| Trinidad y Tobago | 1     | 2006 |
| Panamá            | 1     | 2018 |

## Estadísticas

### Clasificación histórica
- Nota: Se incluyen los resultados de los partidos de repesca contra países de otras Confederaciones.

| Pos. | Equipo            | ED | SC | NC | Efe    | Pts | PJ  | PG  | PE | PP | GF  | GC  | Dif | Rnd    |
| ---- | ----------------- | -- | -- | -- | ------ | --- | --- | --- | -- | -- | --- | --- | --- | ------ |
| 1    | México            | 16 | 13 | 3  | 81.25% | 402 | 185 | 121 | 39 | 25 | 437 | 126 | 311 | 72,43% |
| 2    | Costa Rica        | 16 | 5  | 11 | 31.25% | 321 | 182 | 92  | 45 | 45 | 295 | 176 | 119 | 58,79% |
| 3    | Estados Unidos    | 18 | 8  | 10 | 44.44% | 267 | 154 | 77  | 36 | 41 | 266 | 181 | 85  | 57,79% |
| 4    | Honduras          | 14 | 3  | 11 | 21.43% | 225 | 148 | 69  | 38 | 40 | 254 | 170 | 84  | 55,18% |
| 5    | El Salvador       | 13 | 2  | 11 | 15.38% | 217 | 142 | 63  | 28 | 49 | 233 | 168 | 65  | 50,94% |
| 6    | Trinidad y Tobago | 14 | 1  | 13 | 7.14%  | 192 | 137 | 55  | 27 | 55 | 201 | 183 | 18  | 46,72% |
| 7    | Guatemala         | 15 | 0  | 15 | 0%     | 180 | 138 | 49  | 33 | 56 | 194 | 150 | 44  | 43,48% |
| 8    | Canadá            | 16 | 1  | 15 | 6.25%  | 178 | 117 | 48  | 34 | 35 | 161 | 136 | 25  | 50,71% |
| 9    | Jamaica           | 16 | 1  | 15 | 6.25%  | 138 | 104 | 37  | 27 | 40 | 115 | 132 | -17 | 44,23% |
| 10   | Haití             | 15 | 1  | 14 | 6.67%  | 134 | 90  | 39  | 17 | 34 | 144 | 123 | 32  | 49,63% |

### Tabla histórica de goleadores
El futbolista guatemalteco Carlos Ruiz es el máximo anotador histórico de la competición con 39 goles desde que debutase en 2000 en la clasificación de Corea del Sur y Japón 2002 hasta la clasificación para la Copa Mundial de 2018, en la edición rumbo a Brasil 2014 fue el momento en el que superó al hondureño Carlos Pavón, quien hasta entonces comandaba los registros.
El haitiano Golman Pierre y el mexicano Jaime Lozano son quienes tienen mejor promedio anotador de la competición, respectivamente, acumulan un promedio de 1.25 y 1.00. 
Actualizado al 31 de marzo de 2022.
| Pos. | Jugador           | Goles | Partidos | Promedio | Clasificaciones                                    |
| ---- | ----------------- | ----- | -------- | -------- | -------------------------------------------------- |
| 1    | Carlos Ruiz       | 39    | 47       | 0.83     | 2002 (8), 2006 (10), 2010 (6), 2014 (6), 2018 (9). |
| 2    | Carlos Pavón      | 25    | 37       | 0.68     | 1998 (2), 2002 (15), 2006 (1), 2010 (7).           |
| 3    | Jared Borgetti    | 23    | 24       | 0.96     | 2002 (6), 2006 (14), 2010 (3).                     |
| 4    | Paulo Wanchope    | 21    | 37       | 0.57     | 1998 (6), 2002 (7), 2006 (8).                      |
| 5    | Stern John        | 20    | 49       | 0.41     | 1998 (3), 2002 (3), 2006 (12), 2010 (2).           |
| 6    | Emmanuel Sanon    | 18    | 20       | 0.90     | 1974 (11), 1978 (7).                               |
| =    | Raúl Díaz Arce    | 18    | 32       | 0.56     | 1994 (2), 1998 (9), 2002 (7).                      |
| =    | Jozy Altidore     | 18    | 41       | 0.44     | 2010 (6), 2014 (4), 2018 (8).                      |
| =    | Clint Dempsey     | 18    | 43       | 0.42     | 2010 (5), 2014 (8), 2018 (5).                      |
| =    | Deon McCaulay     | 18    | 19       | 0.95     | 2010 (2), 2014 (11), 2018 (4), 2022 (1).           |
| 11   | Álvaro Saborío    | 17    | 42       | 0.40     | 2006 (3), 2010 (6), 2014 (8).                      |
| =    | Cyle Larin        | 17    | 26       | 0.65     | 2018 (4), 2022 (13).                               |
| 13   | Golman Pierre     | 15    | 12       | 1.25     | 1998 (3), 2002 (12).                               |
| =    | Steve David       | 15    | 16       | 0.94     | 1974 (11), 1978 (4).                               |
| =    | Carlos Hermosillo | 15    | 18       | 0.83     | 1994 (4), 1998 (11).                               |
| 16   | Luis Tejada       | 14    | 34       | 0.41     | 2006 (4), 2010 (1), 2014 (7), 2018 (2).            |
| =    | Hugo Sánchez      | 14    | 18       | 0.78     | 1978 (5), 1982 (7), 1994 (2).                      |
| =    | Bryan Ruiz        | 14    | 55       | 0.25     | 2010 (6), 2014 (4), 2018 (2), 2022 (2).            |
|      | Christian Pulisic | 12    | 23       | 0.52     | 2018 (7), 2022 (5).                                |

### Jugadores con mayor cantidad de encuentros disputados
| Pos. | Jugador          | Partidos | Goles | Promedio | Clasificaciones                                       |
| ---- | ---------------- | -------- | ----- | -------- | ----------------------------------------------------- |
| 1    | Maynor Figueroa  | 60       | 1     | 0.02     | 2006 (6), 2010 (16), 2014 (13), 2018 (17), 2022 (8).  |
| 2    | Celso Borges     | 59       | 11    | 0.19     | 2010 (17), 2014 (13), 2018 (15), 2022 (14).           |
| 3    | Bryan Ruiz       | 55       | 14    | 0.25     | 2010 (17), 2014 (11), 2018 (15), 2022 (12).           |
| =    | Noel Valladares  | 55       | 0     | 0.00     | 2002 (16), 2006 (5), 2010 (18), 2014 (14), 2018 (2).  |
| 5    | Keylor Navas     | 52       | 0     | 0.00     | 2010 (11), 2014 (14), 2018 (11), 2022 (14), 2026 (2). |
| 6    | Stern John       | 49       | 20    | 0.41     | 1998 (6), 2002 (13), 2006 (19), 2010 (7), 2014 (4).   |
| =    | Amado Guevara    | 49       | 10    | 0.20     | 1998 (5), 2002 (19), 2006 (8), 2010 (17).             |
| =    | Aníbal Godoy     | 49       | 3     | 0.06     | 2014 (14), 2018 (14), 2022 (18), 2026 (3).            |
| 9    | Andrés Guardado  | 48       | 6     | 0.13     | 2010 (16), 2014 (14), 2018 (11), 2022 (7).            |
| 10   | Dennis Lawrence  | 47       | 2     | 0.04     | 2002 (15), 2006 (17), 2010 (15).                      |
| =    | Carlos Ruiz      | 47       | 39    | 0.83     | 2002 (9), 2006 (14), 2010 (7), 2014 (7), 2018 (10).   |
| 12   | Ian Goodison     | 46       | 3     | 0.07     | 1998 (19), 2002 (12), 2006 (7), 2010 (8).             |
| 13   | Alberto Quintero | 45       | 2     | 0.04     | 2014 (14), 2018 (15), 2022 (16).                      |
| 14   | Carlos Edwards   | 44       | 3     | 0.07     | 2002 (9), 2006 (12), 2010 (17), 2014 (3), 2018 (3).   |
| 15   | Marvin Andrews   | 43       | 5     | 0.12     | 1998 (3), 2002 (19), 2006 (18), 2010 (3).             |
| =    | Clint Dempsey    | 43       | 18    | 0.42     | 2006 (7), 2010 (13), 2014 (14), 2018 (9).             |
| 17   | Luis Marín       | 42       | 2     | 0.05     | 1998 (16), 2002 (6), 2006 (16), 2010 (4).             |
| =    | Álvaro Saborío   | 42       | 17    | 0.41     | 2006 (7), 2010 (15), 2014 (15), 2018 (4), 2022 (1).   |

### Goleadores por edición
| Proceso                              | Goleador                          | Goles |
| ------------------------------------ | --------------------------------- | ----- |
| Italia 1934                          | Dionisio Mejía                    | 7     |
| Brasil 1950                          | Luis de la Fuente Horacio Casarín | 4     |
| Suiza 1954                           | Tomas Balcázar                    | 5     |
| Suecia 1958                          | Crescencio Gutiérrez              | 5     |
| Chile 1962                           | Salvador Reyes Juan Ulloa         | 6     |
| Inglaterra 1966                      | Isidoro Díaz                      | 5     |
| México 1970                          | Juan Ramón Martínez               | 7     |
| Alemania Federal 1974                | Steve David Emmanuel Sanon        | 11    |
| Argentina 1978                       | Emmanuel Sanon Luis Zapata        | 7     |
| España 1982                          | Hugo Sánchez                      | 7     |
| México 1986                          | Roberto Figueroa                  | 8     |
| Italia 1990                          | Juan Cayasso Reymundo Rovina      | 3     |
| Estados Unidos 1994                  | Francisco Uribe Shaun Goater      | 7     |
| Francia 1998                         | Carlos Hermosillo                 | 11    |
| Corea del Sur y Japón 2002           | Carlos Pavón                      | 15    |
| Alemania 2006                        | Jared Borgetti                    | 14    |
| Sudáfrica 2010                       | Rudis Corrales                    | 8     |
| Brasil 2014                          | Deon McCaulay                     | 11    |
| Rusia 2018                           | Carlos Ruiz                       | 9     |
| Catar 2022                           | Cyle Larin                        | 13    |
| Canadá, Estados Unidos y México 2026 | Bandera de ?                      |       |

### Mayores goleadas
| Selección                    | Resultado | Selección                      | Proceso                              |
| ---------------------------- | --------- | ------------------------------ | ------------------------------------ |
| Bermudas                     | 13:0      | Montserrat                     | Alemania 2006                        |
| Anguila                      | 0:13      | Panamá                         | Catar 2022                           |
| El Salvador                  | 12:0      | Anguila                        | Sudáfrica 2010                       |
| México                       | 11:0      | San Vicente y las Granadinas   | Estados Unidos 1994                  |
| Islas Caimán                 | 0:11      | Canadá                         | Catar 2022                           |
| Trinidad y Tobago            | 11:1      | Antigua y Barbuda              | Alemania Federal 1974                |
| Honduras                     | 11:3      | San Vicente y las Granadinas   | Francia 1998                         |
| Dominica                     | 0:10      | México                         | Alemania 2006                        |
| Granada                      | 10:0      | Islas Vírgenes Estadounidenses | Sudáfrica 2010                       |
| Antigua y Barbuda            | 10:0      | Islas Vírgenes Estadounidenses | Brasil 2014                          |
| Islas Turcas y Caicos        | 0:10      | Haití                          | Catar 2022                           |
| Guatemala                    | 10:0      | San Vicente y las Granadinas   | Catar 2022                           |
| San Vicente y las Granadinas | 9:0       | Islas Vírgenes Estadounidenses | Corea del Sur y Japón 2002           |
| Bermudas                     | 9:0       | Islas Vírgenes Británicas      | Corea del Sur y Japón 2002           |
| Haití                        | 9:0       | Bahamas                        | Corea del Sur y Japón 2002           |
| Santa Lucía                  | 9:0       | Islas Vírgenes Británicas      | Alemania 2006                        |
| México                       | 8:0       | Haití                          | Suiza 1954                           |
| México                       | 8:0       | Jamaica                        | Inglaterra 1966                      |
| México                       | 8:0       | Antillas Neerlandesas          | Alemania Federal 1974                |
| Trinidad y Tobago            | 8:0       | República Dominicana           | Francia 1998                         |
| San Cristóbal y Nieves       | 8:0       | Islas Turcas y Caicos          | Corea del Sur y Japón 2002           |
| México                       | 8:0       | Dominica                       | Alemania 2006                        |
| México                       | 8:0       | San Cristóbal y Nieves         | Alemania 2006                        |
| Estados Unidos               | 8:0       | Barbados                       | Sudáfrica 2010                       |
| Islas Vírgenes Británicas    | 0:8       | Curazao                        | Catar 2022                           |
| Bahamas                      | 0:8       | Costa Rica                     | Canadá, Estados Unidos y México 2026 |